# به تپیدن برگردانش
«به تپیدن برگردانش» (به انگلیسی: Back That Up to the Beat) ترانه‌ای از مدونا خواننده آمریکایی است. در جمعه، ۹ دی ۱۴۰۱ بر روی پلتفرم‌های دیجیتال و برخط منتشر شد و در جمعه، ۳۰ دی ۱۴۰۱ به‌صورت رادیویی در ایتالیا پخش شد. این آهنگ با نام اصلی "Back That Up (Do It)" برای سیزدهمین آلبوم استودیویی مدونا قلب سرکش (۲۰۱۵) ضبط شد، اما در لیست نهایی آهنگ قرار نگرفت. نسخه آزمایشی این آهنگ در ۲۳ دسامبر ۲۰۱۴ به اینترنت درز کرد یک نسخه بازسازی شده به‌عنوان یک آهنگ اضافه در نسخه لوکس ۲ سی دی چهاردهمین آلبوم استودیویی مدونا مادام اکس (۲۰۱۹) ظاهر شد.

## فهرست آهنگ
تک‌آهنگ دیجیتال
1. "Back That Up to the Beat" (نسخه دمو) – ۳:۳۱
2. "Back That Up to the Beat" (نسخه افزایش یافته) – ۳:۱۲

## تاریخچه انتشار
| منطقه   | تاریخ          | قالب(ها)    | برچسب     | منا.        |
| ------- | -------------- | ----------- | --------- | ----------- |
| مختلف   | ۳۰ دسامبر ۲۰۲۲ | دانلود جاری | اینترسکوپ | [ ۳ ]       |
| ایتالیا | ۲۰ ژانویه ۲۰۲۳ | پخش رادیویی | جهانی     | [ ۴ ] [ ۵ ] |